# Maomé ibne Alcácime (vizir)
Maomé ibne Alcacim (Muhammad ibn al-Qasim - lit. Maomé, filho de Alcacim) foi um oficial do Califado Abássida que serviu brevemente como vizir em julho-outubro de 933 sob o califa al-Qahir (r. 932–934). Ele era originário duma família de origem cristã nestoriana que havia servido na burocracia califal desde os tempos do Califado Omíada, e foi o filho, neto e bisneto e irmão de vizires.